# D55 (Kroatië)
De D55 of Državna cesta 55 is een nationale weg in het oosten van Kroatië. De weg loopt van Borovo, bij Vukovar, via Vinkovci en Županja naar de grens met Bosnië en Herzegovina. In Bosnië en Herzegovina loopt de weg als M-1.8 verder naar Tuzla. De weg is 48,6 kilometer lang en loopt door de provincie Vukovar-Srijem.

## Geschiedenis
In de tijd dat Kroatië bij Joegoslavië hoorde, was de D55 onderdeel van de Joegoslavische hoofdwegen M1.7 tussen Vukovar en Županja en M1.8 tussen Županja en Bosnië en Herzegovina. De M1.8 liep toen verder naar Tuzla. Na het uiteenvallen van Joegoslavië en de daaropvolgende onafhankelijkheid van Kroatië, werden de wegen in het nieuwe land omgenummerd om een logische nummering te krijgen. Zo werd de M1.8 omgenummerd naar D55.
D1 · 
D2 · 
D3 · 
D5 · 
D6 · 
D7 · 
D8 · 
D9 · 
D10 · 
D12 · 
D14 · 
D20 · 
D21 · 
D22 · 
D23 · 
D24 · 
D25 · 
D26 · 
D27 · 
D28 · 
D29 · 
D30 · 
D31 · 
D32 · 
D33 · 
D34 · 
D35 · 
D36 · 
D37 · 
D38 · 
D39 · 
D40 · 
D41 · 
D42 · 
D43 · 
D44 · 
D45 · 
D46 · 
D47 · 
D48 · 
D49 · 
D50 · 
D51 · 
D52 · 
D53 · 
D54 · 
D55 · 
D56 · 
D57 · 
D58 · 
D59 · 
D60 · 
D62 · 
D64 · 
D66 · 
D69 · 
D70
D100 · 
D101 · 
D102 · 
D103 · 
D104 · 
D105 · 
D106 · 
D107 · 
D108 · 
D109 · 
D110 · 
D111 · 
D112 · 
D113 · 
D114 · 
D115 · 
D116 · 
D117 · 
D118 · 
D119 · 
D120 · 
D121 · 
D123 · 
D124 · 
D125 · 
D126 · 
D128 · 
D200 · 
D201 · 
D203 · 
D204 · 
D205 · 
D206 · 
D207 · 
D208 · 
D209 · 
D210 · 
D211 · 
D212 · 
D213 · 
D214 · 
D216 · 
D217 · 
D218 · 
D219 · 
D220 · 
D222 · 
D223 · 
D224 · 
D225 · 
D300 · 
D301 · 
D302 · 
D303 · 
D304 · 
D305 · 
D306 · 
D307 · 
D310 · 
D312 · 
D313 · 
D314 · 
D315 · 
D400 · 
D401 · 
D402 · 
D403 · 
D404 · 
D405 · 
D406 · 
D407 · 
D408 · 
D409 · 
D410 · 
D411 · 
D412 · 
D413 · 
D414 · 
D415 · 
D416 · 
D417 · 
D418 · 
D420 · 
D421 · 
D422 · 
D423 · 
D424 · 
D425 · 
D500 · 
D501 · 
D502 · 
D503 · 
D504 · 
D506 · 
D507 · 
D508 · 
D510 · 
D512 · 
D513 · 
D514 · 
D515 · 
D516 · 
D517 · 
D518 · 
D519 · 
D520 · 
D522 · 
D523 · 
D524 · 
D525 · 
D526 · 
D528 · 
D530 · 
D531 · 
D532 · 
D533 · 
D534